# 2008年11月澳門
- 11月24日，特區政府按文物保護法行使優先權，購入由東方基金會擁有的“荷蘭園大馬路89A至95G系列建築群”。 中國新聞網[永久]

- 11月23日，澳門民主人士發起抗議《維護國家安全法》遊行示威，香港社民連及四五行動共8名成員亦專程到澳門參加遊行及聲援。BBC中文網（页面存档备份，存于）
- 11月13日，第55屆澳門格蘭披治大賽車開鑼。
- 11月11日，行政長官何厚鏵宣讀在任期內最後一份施政報告，計劃延續今年的現金分享計劃，但沒有恢復置業移民計劃。澳門立法會

- 11月11日，美國金沙集團宣佈暫停在路氹金光大道的在建工程，而金沙集團的第3季度業績錄得3.2千萬美元的虧損。澳門電台（页面存档备份，存于）
- 11月10日，前東亞運傳媒及資訊中心冷氣工程發生爆炸，二人同傷，其中被炸傷的64歲林姓工人，於下午4時許傷重不治。澳門日報
- 11月8日，國際小姐競選假威尼斯人酒店舉行，西班牙小姐安德露奪冠，澳門小姐呂蓉茵在12強出局。澳門日報
- 11月7日，澳門進行了首次土地批給公開旁聽會。澳門日報
- 11月6日，新澳門學社就基本法廿三條立法向行政長官發出七點信函，建議刪除預備行為以及防止以言入罪。民主昌在此（页面存档备份，存于）